# 王河镇 (清水县)
王河镇，是中华人民共和国甘肃省天水市清水县下辖的一个乡镇级行政单位。
2015年10月9日，甘肃省民政厅批复同意撤销王河乡，设立王河镇。

## 行政区划
王河镇下辖以下地区：
成寺村、全寨村、魏湾村、李沟村、王马村、西李村、响水村、吉山村、南湾村、水刘村和王河村。